# Arang (película)
Arang (en hangul, 아랑; romanización revisada, Arang) es una película de terror coreano del 2006.
Una mujer joven que investiga el asesinato de los sucesivos miembros de un grupo de amigos, murió en circunstancias misteriosas, lo que lleva a la aldea supuesta embrujada.
En la leyenda original, el país mueren misteriosamente gobernadores, uno tras otro, unos días después de tomar posesión de su poder en la ciudad de Milyang en el norte de la provincia de Kyongsang. Un gobernador valiente joven, quien recientemente llegó a esta ciudad después de esta serie de misteriosos asesinatos, decide investigar y descubren que han sido asesinados por un fantasma que las mujeres embrujada. Sin embargo, se entera de que su visita era una simple llamada en busca de ayuda para ayudarle venganza. Esa mujer era una sirvienta de una familia noble y fue violada por uno de sus hijo. El gobernador logró atrapar y castigar al asesino y se enterró en el servidor cuerpo.

## Trama
Tres homicidios en serie. La única pista en común entre los casos es que las pantallas de los ordenadores de las víctimas mostraban la página web personal de una misma muchacha. Los oficiales policiales encargados son So Yeong, quien retomó su trabajo luego de haber sido suspendida por un error que cometió, y Hyeon Ki, un novato, quienes forman un equipo para investigar los asesinatos. A medida que avanzan las indagaciones, nuevas verdades salen a la luz, como aquella sobre la amistad que existía entre las tres víctimas y la relación que ellas habían tenido con la muchacha de la página web. Las investigaciones ponen al descubierto que la muchacha del ordenador había desaparecido hacía 10 años y que las tres asesinadas se habían encontrado en alguna ocasión con ella. Así, So Yeong y Hyeon Ki se dirigen hacia el pueblo costero, en el que había vivido la chica del sitio web, donde escuchan el rumor de que en un almacén de sal, cerca a la playa, aparecía el fantasma de una muchacha. Los dos oficiales de la policía comienzan a descifrar los secretos relacionados con la serie de homicidios. Sin embargo, desde que regresó del pueblo costero, So Yeong

## Reparto
- Song Yun-ah ... So-yeong
- Lee Dong Wook ... Hyeon-gi
  - Lim Ju-hwan ... Joven Hyeon-gi
- Lee Jong-su ... Dong-min
- Kim Hae-in... Min-jeong
- Chung Won-joong ... Kim Ban-jeong
- Lee Seung-cheol ... Jo So-jang
- Choo So-young ... Su-bin
- Jeon Jun-hong ... Jeong-ho
- Ju Sang-uk ... Jae-hyeon
- Lee Seung-ju ... Ji-cheol

## Lanzamiento en DVD
Tartan Films lanzó Arang en la Región 1 DVD el 8 de mayo de 2007.